# For You I Will
For You I Will è una ballata pop scritta da Diane Warren e prodotta da David Foster per Monica. La canzone è apparsa sulla colonna sonora del film Space Jam ed è stata pubblicata come singolo nel febbraio del 1997. È una delle canzoni di più grande successo della cantante, avendo guadagnato il disco di platino ed essendo arrivata nella top5 della classifica statunitense.

## Video
Il video del brano è stato diretto da Francis Lawrence e prodotto dalla East West Japan ed è completamente ambientato in un cinema. Monica entra nella sala cinematografica e mentre canta assiste ad alcune scene tratte da Space Jam; nel frattempo iniziano a entrare tutti gli inservienti che vi lavorano per preparare il cinema all'aperture del pubblico; alcuni di questi si accorgono della presenza di un estraneo che ha attivato la proiezione del film nella sala, ma nonostante i loro tentativi di ricerca, non trovano nessuno, come se le scene di Monica si svolgessero in un'altra dimensione.

## Ricezione
Il singolo ha debuttato in USA direttamente nella top10, al numero 9, diventando la quarta hit in top10 per l'artista. In poche settimane è riuscito ad arrivare fino al numero 4, mentre nelle classifiche R&B al numero 2. Anche nelle classifiche R&B il brano ha debuttato in top10, in questo caso alla posizione numero 7. Il successo è stato tale da permettere a Monica di ricevere il disco di platino il 2 luglio 1997, il secondo per un singolo dopo Don't Take It Personal (Just One Of Dem Days).
In Nuova Zelanda il singolo è rimasto quello di maggior successo finché nel 1998 The Boy Is Mine non ha guadagnato la vetta: entrato in classifica al numero 8, la settimana successiva era già al numero 2, per poi riscendere passando un totale di 12 settimane nella top40.
Nel Regno Unito è stata la quarta canzone di Monica ad entrare nella top40.

## Classifiche
| Classifica (1997)                      | Posizione |
| -------------------------------------- | --------- |
| Australia                              | 45        |
| Olanda                                 | 51        |
| Germania                               | 80        |
| Nuova Zelanda                          | 2         |
| Regno Unito                            | 27        |
| U.S. Billboard Hot 100                 | 4         |
| U.S. Billboard Hot R&B/Hip Hop Singles | 2         |
| U.S. Billboard Adult Contemporary      | 3         |